# Иван Черкелов
Иван Георгиев Черкелов е български режисьор и сценарист.

## Биография
Иван Черкелов е роден на 16 януари 1957 г. в Ловеч. Син е на д-р Виолета Мишева и на актьора Георги Черкелов. Завършва кинорежисура във ВИТИЗ „Кръстьо Сарафов“ през 1982 г.
Дебютира с филма „Балада“ и игралния кинофилм „Парчета любов“ (1988), който в анкетата на вестник „Култура“ през 1993 г. фигурира в десетката на най-добрите български филми за всички времена. Следват игралните филми „Търкалящи се камъни“ (1995), „Стъклени топчета“ (1999), „Раци“ (2009), „Семейни реликви“ (2015) и „Не влизай в пререкание с персонала на банята“ (2020), на които е сценарист и режисьор. Филмите му са излъчвани многократно по БНТ. Участвал е в кинофестивали в Германия, САЩ, Канада, Франция, Индия и България.
Умира на 19 юли 2022 г.

## Награди и отличия
- за „Стъклени топчета“: Специалната награда на журито от „Златна ракла“ 2000, Награда за женска роля на Жана Караиванова от „Златна роза“
- за „Обърната елха“: Специалната награда на журито на Филмовия фестивал в Карлови Вари
- за „Раци“: „Свети Георги“ за режисура на Московския международен кинофестивал
- за „Семейни реликви“: Специалната награда на журито на фестивала „Златна роза“

## Филмография
Като актьор
| Година | Филми и сериали  | Серии | Роля                   |
| ------ | ---------------- | ----- | ---------------------- |
| 1989   | Бягащи кучета    |       | Керкенеза              |
| 1987   | Мера според мера | 7     | Васил Чонгалот Пуфката |
| 1988   | АкаТаМус         |       |                        |
| 1981   | Мера според мера | 3     | Васил Чонгалот Пуфката |

Като сценарист и режисьор
| Година | Филми                                        | Серии  | Копродукции       |
| ------ | -------------------------------------------- | ------ | ----------------- |
| 2020   | Не влизай в пререкание с персонала на банята |        |                   |
| 2015   | Семейни реликви                              |        |                   |
| 2009   | Раци                                         |        |                   |
| 2006   | Обърната елха                                | 6 нов. | България/Германия |
| 1999   | Стъклени топчета                             |        |                   |
| 1995   | Търкалящи се камъни                          |        | България/Франция  |
| 1988   | Парчета любов                                |        |                   |
| 1982   | Балада                                       |        |                   |